# Bahnhof Ospizio Bernina

Der Bahnhof Ospizio Bernina (Bernina-Hospiz) ist mit 2253 m ü. M. die höchstgelegene Bahnstation im Netz der Rhätischen Bahn. Als Besonderheit besitzt die Station auf dem Berninapass eine überdachte Drehscheibe für die Schneeschleuder.

## Lage
Der Bahnhof liegt am Berninapass am höchsten Punkt der Berninabahn am Ufer des Lago Bianco auf dem Gebiet der Gemeinde Poschiavo. Das Berninahospiz liegt an der Strasse östlich des Bahnhofs. 2,3 Kilometer südöstlich der Station befindet sich der Piz Campasc (2598 m ü. M.).
Der UN/LOCODE für die Station lautet CH OBA.

## Geschichte
Am 1. Juni 1909 ging der Bahnhof mit der Verlängerung der Berninabahn von Pontresina über Morteratsch in Betrieb. Am 5. Juli 1910 folgte der Lückenschluss vom Berninapass über Alp Grüm nach Poschiavo. Die Strecke war von Anfang an elektrifiziert. Aus der Erbauungszeit des Bahnhofs sind ein Beamtenwohnhaus von 1912 nach Plänen des Architekten Nicolaus Hartmann und die Umformerstation erhalten. Ursprünglich trug die Station offiziell den deutschen Namen, Berninahospiz.
Das Stationsgebäude wurde 1925 ebenfalls nach Plänen von Nicolaus Hartmann ausgebaut. Auch die ebenfalls im Zuge der Bahnhofserweiterung errichtete überdachte Drehscheibe entstammt seinen Entwürfen. Hartmann plante auch das Gebäude der nächsten Station auf der Berninabahn, Alp Grüm.

## Anlagen
Das Bahnhofsensemble, bestehend aus Aufnahmegebäude mit Restaurant, Umformerstation, Beamtenwohnhaus und Remise, bildet das „bahnhistorisch bedeutende Ensemble Bernina-Hospiz“.
Das Stationsgebäude ist ein neoklassizistischer Bau mit einem zu den Gleisen ausgerichteten Dreiecksgiebel, wodurch das Gebäude eine besondere Breite erhielt. Das Gebäude besteht aus zwei Geschossen und einem Satteldach mit Seitenrisaliten. Das Aussehen des Gebäudes ist durch die Verwendung von Bruchsteinmaterialien für die Gestaltung der Fassade geprägt.
Im Südteil des Bahnhofsgeländes befindet sich ein Ensemble aus einem Beamtenwohnhaus von 1912, einer Umformerstation und einer Remise mit Drehscheibe ebenfalls von Nicolaus Hartmann. Das Beamtenwohnhaus ist im Engadiner Stil mit asymmetrischer Form errichtet und besitzt eine Freitreppe mit gemauerter Brüstung. Ein Anbau war baulich vorbereitet worden, wurde jedoch nicht realisiert. Nordwestlich des Aufnahmegebäudes steht ein vermutlich in den 1930er-Jahren als Arbeiterwohnhaus des Kraftwerks am Lago Bianco errichtetes flachgedecktes Gebäude, das vom Neuen Bauen beeinflusst wurde; Ein flachgedecktes Gebäude unterhalb der Remise diente als Pumpstation des Kraftwerks.
Der Bahnhof verfügt über drei durchgehende Gleise; im Südteil des Bahnhofs befindet sich die Drehscheibe. Das Stationsgebäude liegt östlich der Gleise, in ihm befindet sich eine Gaststätte mit Übernachtungsmöglichkeiten.

## Betrieb
Der Bahnhof Ospizio Bernina wird von einer Bahnlinie und einer Postautolinie bedient.
- Chur – Tiefencastel – Filisur – Pontresina – Ospizio Bernina – Poschiavo – Tirano  +PR, teils   AW (Bernina Express)
- RE 9 St. Moritz – Pontresina – Ospizio Bernina – Poschiavo – Tirano
- R 19 St. Moritz – Pontresina – Ospizio Bernina – Poschiavo – Tirano
- 701 Samedan – Pontresina – Morteratsch – Suot – Diavolezza – Ospizio Bernina – La Rösa – Poschiavo – Le Prese (Postauto in den Randstunden)[6]

## Bilder

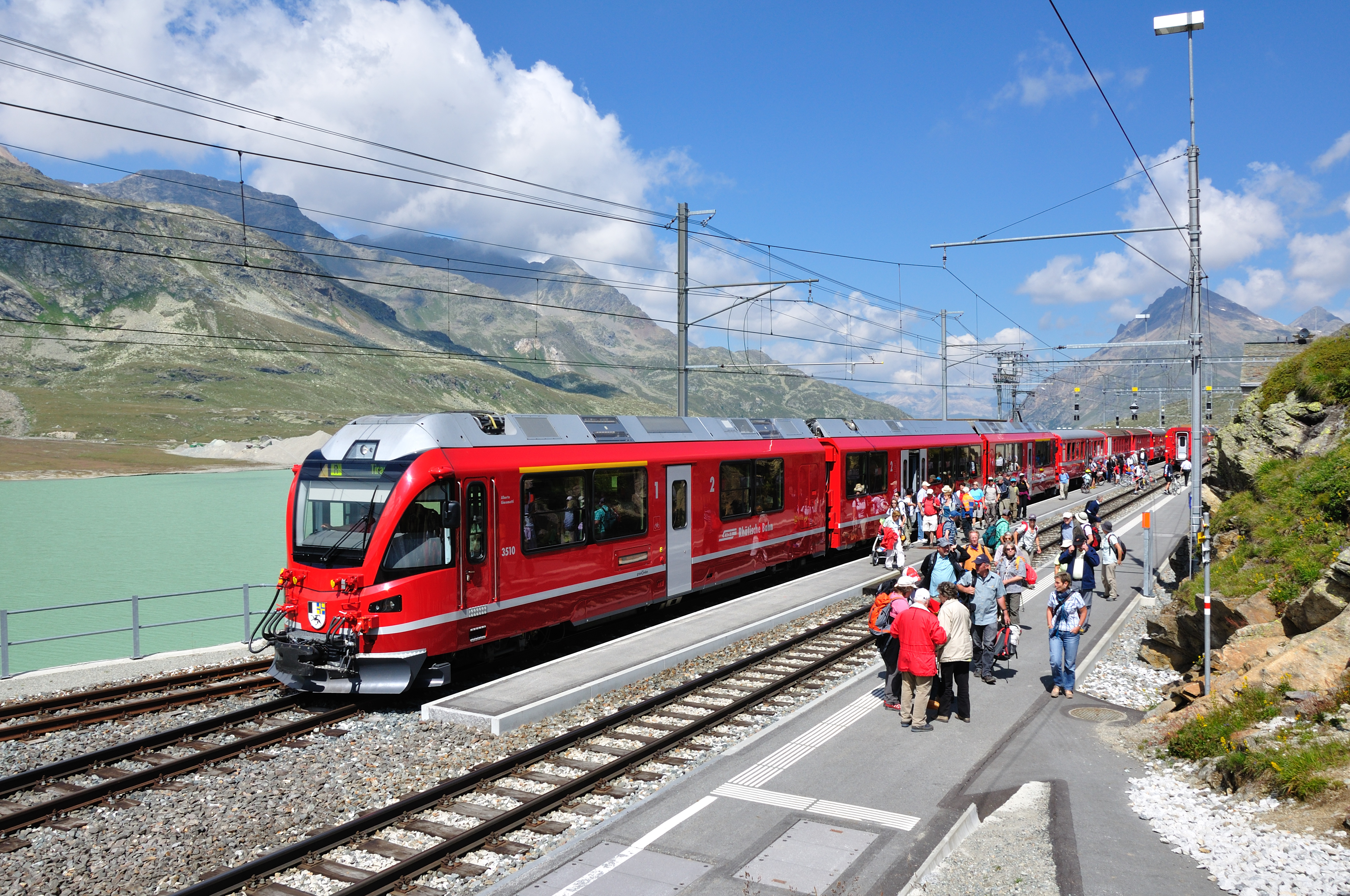
Bahnhof mit Regionalzug des Typs ABe 8/12 in Richtung Tirano
Panoramaaufnahme aus einem stehenden Zug
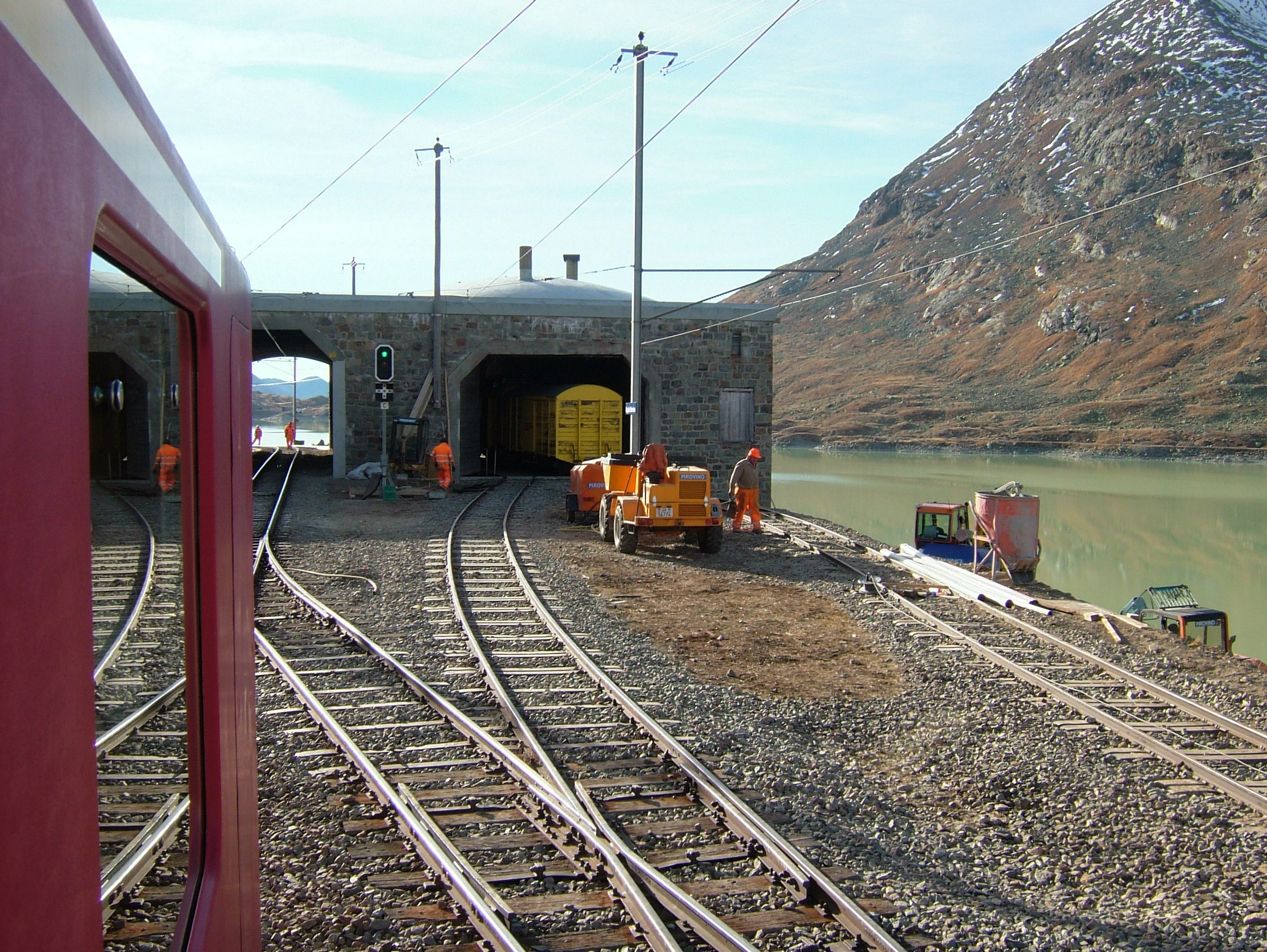
Einfahrt zur Drehscheibe der Schneeschleuder
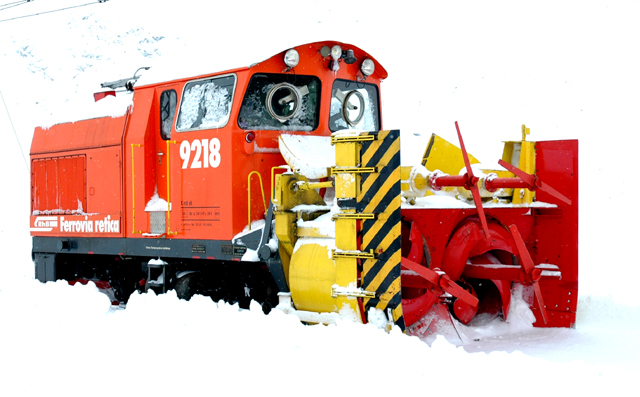
Schneefräse Xrot et 9218 im Bahnhof
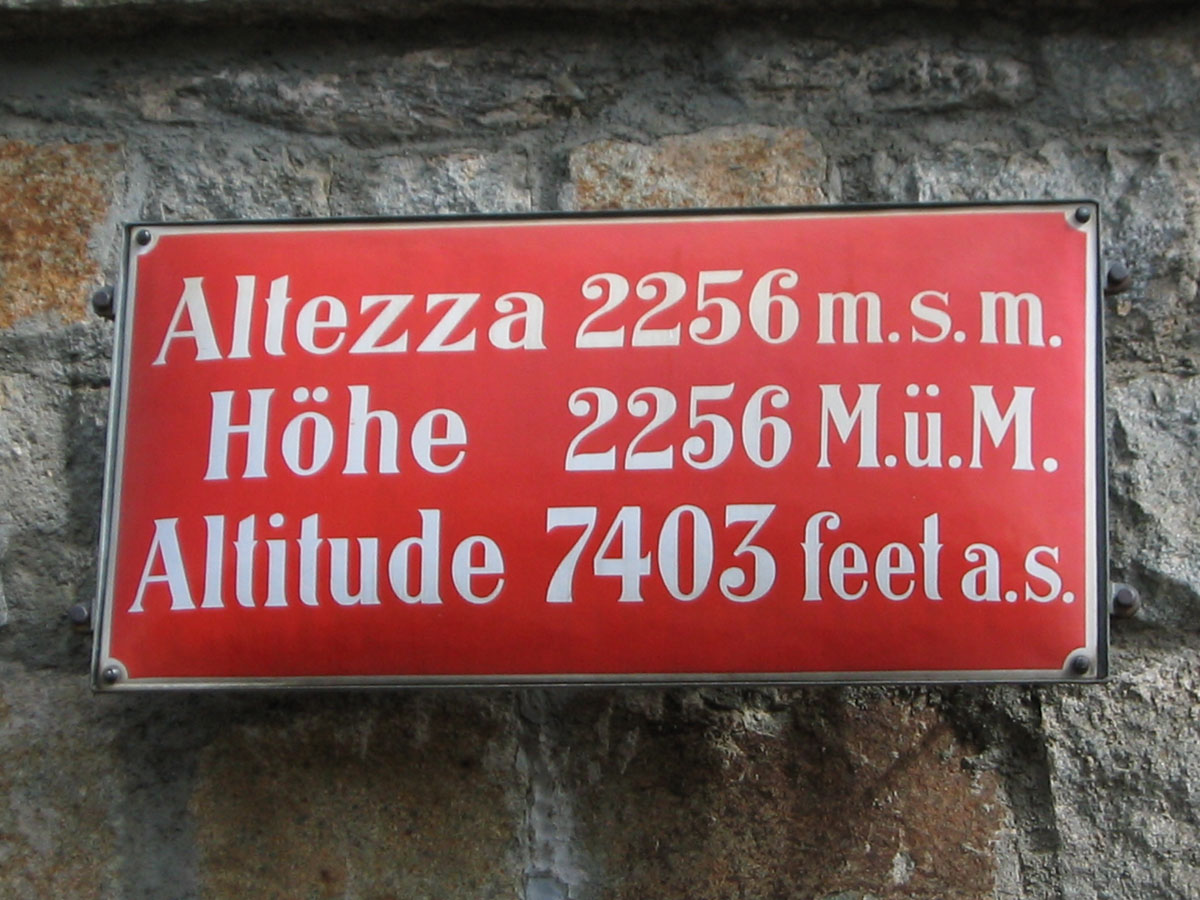
Höhenangabe
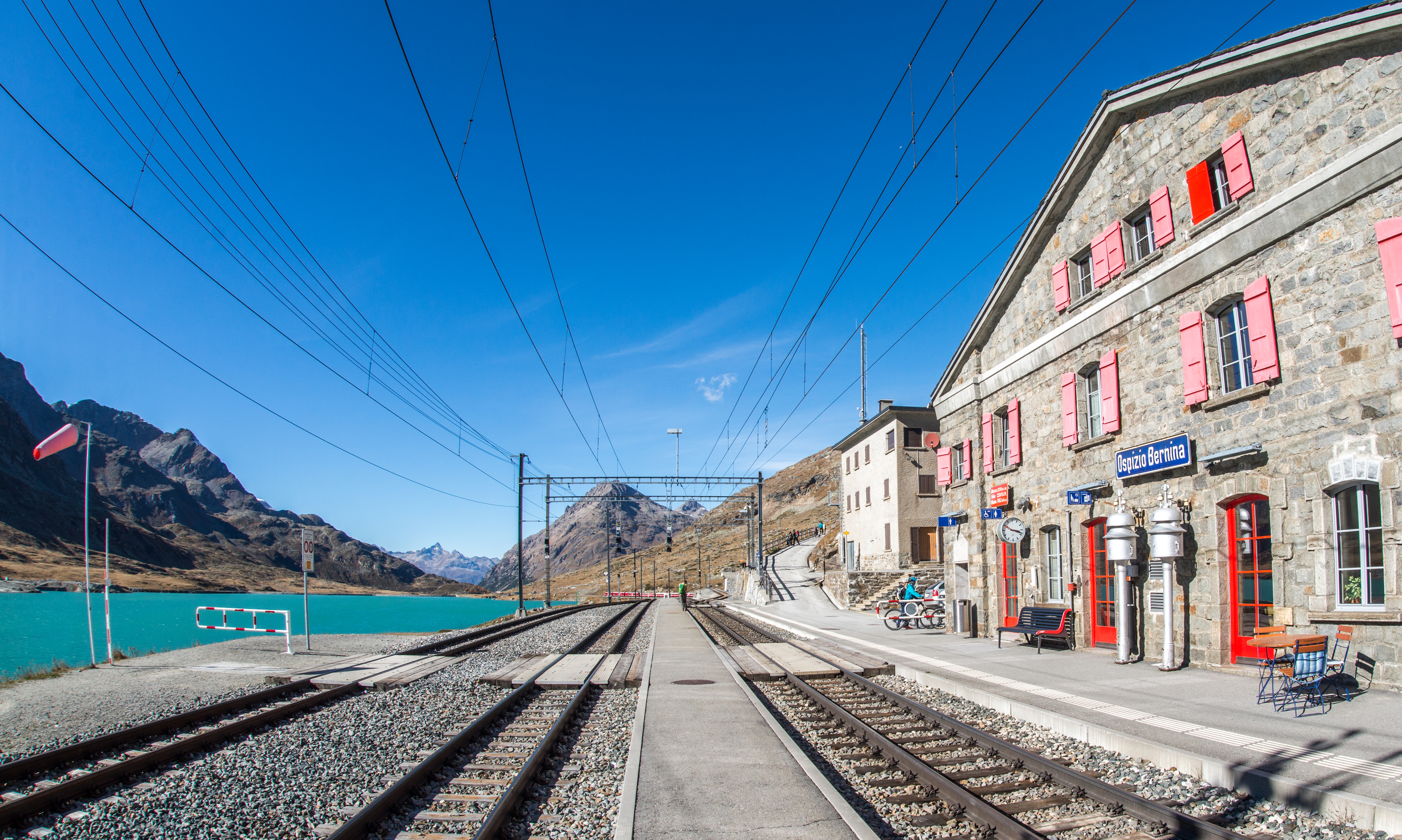
2017